# Daisuke Oku
Daisuke Oku (奧 大介 Oku Daisuke?) (Amagasaki, 7 de febrero de 1976-Isla Miyako, 17 de octubre de 2014) fue un futbolista japonés que jugaba en la posición de centrocampista.

## Biografía
Debutó como futbolista en 1994 con el Júbilo Iwata. Tres años después, en 1997 al empezar a despuntar en el equipo, ganó con el club la J. League Division 1. Un año después se hizo de nuevo con la J. League Division 1, además de la Copa J. League y formar parte del mejor once de la temporada. En 1999 ganó dos títulos internacionales, la Liga de Campeones de la AFC y la Supercopa de la AFC. En el año 2000 se hizo con la Supercopa de Japón. En 2002 se fue traspasado al Yokohama F. Marinos, con quien ganó dos J. League Division 1, formando parte del mejor once en los dos años. En 2007, tras fichar por el Yokohama FC, se retiró como futbolista.
Falleció el 17 de octubre de 2014 a los 38 años de edad tras sufrir un accidente de tráfico.

## Selección nacional
Jugó un total de 26 partidos con la selección de fútbol de Japón. Debutó contra Egipto en un partido amistoso el 28 de octubre de 1998. Con la selección ganó la Copa Asiática 2000, disputando cuatro partidos del torneo. Jugó el último partido con el combinado el 7 de febrero de 2004 contra Malasia en un partido amistoso.

### Participaciones en Copa América
| Copa              | Sede     | Resultado    | Partidos | Goles |
| ----------------- | -------- | ------------ | -------- | ----- |
| Copa América 1999 | Paraguay | Primera fase | 2        | 0     |

### Participaciones en Copa Asiática
| Copa               | Sede   | Resultado | Partidos | Goles |
| ------------------ | ------ | --------- | -------- | ----- |
| Copa Asiática 2000 | Líbano | Campeón   | 3        | 0     |

### Participaciones en Copa Confederaciones
| Copa                      | Sede    | Resultado    | Partidos | Goles |
| ------------------------- | ------- | ------------ | -------- | ----- |
| Copa Confederaciones 2003 | Francia | Primera fase | 1        | 0     |

## Estadísticas

### Clubes
| Club                      | Div.          | Temporada     | Liga  | Liga  | Copa del Emperador | Copa del Emperador | Copa J. League | Copa J. League | Torneos internacionales | Torneos internacionales | Total | Total |
| Club                      | Div.          | Temporada     | Part. | Goles | Part.              | Goles              | Part.          | Goles          | Part.                   | Goles                   | Part. | Goles |
| ------------------------- | ------------- | ------------- | ----- | ----- | ------------------ | ------------------ | -------------- | -------------- | ----------------------- | ----------------------- | ----- | ----- |
| Júbilo Iwata Japón        | 1.ª           | 1994          | 0     | 0     | 0                  | 0                  | 0              | 0              | —                       | —                       | 0     | 0     |
| Júbilo Iwata Japón        | 1.ª           | 1995          | 0     | 0     | 0                  | 0                  | —              | —              | —                       | —                       | 0     | 0     |
| Júbilo Iwata Japón        | 1.ª           | 1996          | 6     | 0     | 0                  | 0                  | 8              | 0              | —                       | —                       | 14    | 0     |
| Júbilo Iwata Japón        | 1.ª           | 1997          | 26    | 9     | 4                  | 0                  | 12             | 3              | —                       | —                       | 42    | 12    |
| Júbilo Iwata Japón        | 1.ª           | 1998          | 32    | 12    | 3                  | 0                  | 6              | 2              | —                       | —                       | 41    | 14    |
| Júbilo Iwata Japón        | 1.ª           | 1999          | 28    | 7     | 3                  | 0                  | 4              | 0              | —                       | —                       | 35    | 7     |
| Júbilo Iwata Japón        | 1.ª           | 2000          | 30    | 4     | 3                  | 0                  | 4              | 0              | —                       | —                       | 37    | 4     |
| Júbilo Iwata Japón        | 1.ª           | 2001          | 25    | 4     | 2                  | 0                  | 6              | 0              | —                       | —                       | 33    | 4     |
| Júbilo Iwata Japón        | Total club    | Total club    | 147   | 36    | 15                 | 0                  | 40             | 5              | —                       | —                       | 202   | 41    |
| Yokohama F. Marinos Japón | 1.ª           | 2002          | 26    | 7     | 2                  | 1                  | 0              | 0              | —                       | —                       | 28    | 8     |
| Yokohama F. Marinos Japón | 1.ª           | 2003          | 26    | 5     | 1                  | 0                  | 5              | 1              | —                       | —                       | 32    | 6     |
| Yokohama F. Marinos Japón | 1.ª           | 2004          | 25    | 10    | 2                  | 1                  | 4              | 1              | 4                       | 1                       | 35    | 13    |
| Yokohama F. Marinos Japón | 1.ª           | 2005          | 25    | 1     | 2                  | 1                  | 1              | 0              | 5                       | 1                       | 33    | 3     |
| Yokohama F. Marinos Japón | 1.ª           | 2006          | 15    | 2     | 1                  | 0                  | 4              | 0              | —                       | —                       | 20    | 2     |
| Yokohama F. Marinos Japón | Total club    | Total club    | 117   | 25    | 8                  | 3                  | 14             | 2              | 9                       | 2                       | 148   | 32    |
| Yokohama F. C. Japón      | 1.ª           | 2007          | 16    | 1     | 0                  | 0                  | 2              | 1              | —                       | —                       | 18    | 2     |
| Total carrera             | Total carrera | Total carrera | 280   | 62    | 23                 | 3                  | 56             | 8              | 9                       | 1                       | 350   | 72    |

## Palmarés

### Campeonatos nacionales
| Título               | Club                | País  | Año  |
| -------------------- | ------------------- | ----- | ---- |
| J. League Division 1 | Júbilo Iwata        | Japón | 1997 |
| Copa J. League       | Júbilo Iwata        | Japón | 1998 |
| Supercopa de Japón   | Júbilo Iwata        | Japón | 1998 |
| J. League Division 1 | Júbilo Iwata        | Japón | 1999 |
| Supercopa de Japón   | Júbilo Iwata        | Japón | 2000 |
| J. League Division 1 | Yokohama F. Marinos | Japón | 2003 |
| J. League Division 1 | Yokohama F. Marinos | Japón | 2004 |

### Campeonatos internacionales
| Título                 | Club               | Sede    | Año  |
| ---------------------- | ------------------ | ------- | ---- |
| Copa de Clubes de Asia | Júbilo Iwata       | Teherán | 1999 |
| Supercopa de la AFC    | Júbilo Iwata       | Yeda    | 1999 |
| Copa Asiática          | Selección de Japón | Líbano  | 2000 |

### Distinciones individuales
| Distinción                          | Año  |
| ----------------------------------- | ---- |
| 11 ideal de la J. League Division 1 | 1998 |
| 11 ideal de la J. League Division 1 | 2003 |
| 11 ideal de la J. League Division 1 | 2004 |